# Sisto Benigni
Sisto Benigni (* 1762 in Treia, Marken; † 12. April 1842 in Rom) war ein italienischer römisch-katholischer Geistlicher, Zisterzienser, Abt und Generalabt.

## Leben und Werk
Benigni trat in das Kloster Chiaravalle d’Ancona ein und studierte im Kloster Santa Maria in Carinis in Rom, das er von 1801 bis 1806 als Abt leitete. Später war er Abt des Klosters San Bernardo alle Terme (1806–1825 sowie 1840–1842) und des Klosters Santa Croce in Gerusalemme (1825–1840). Benigni war insgesamt zehn Jahre lang Generalabt der Zisterzienser: (als Nachfolger von Raimondo Giovannini) 1820–1825 (Nachfolge: Giuseppe Fontana) sowie (als Nachfolger von Venceslao Nasini) 1830–1835 (Nachfolge: Nivardo Tassini).